# Fours à chaux du Rey - Musée Maritime de Regnéville
Les fours à chaux du Rey se dressent sur le territoire de la commune française de Regnéville-sur-Mer, dans le  département de la Manche, en région Normandie. Les fours, inscrits aux monuments historiques, ont été construits au début du Second Empire pour produire la chaux destinée à l'amendement des terres agricoles de l'Ouest armoricain.
Le site héberge aujourd'hui le musée maritime de Regnéville-sur-mer consacré à l’histoire maritime et industrielle de ce village côtier de l’ouest du département de la Manche.

## Localisation
Les fours à chaux sont situés sur la commune de Regnéville-sur-Mer, dans le département français de la Manche.

## Historique

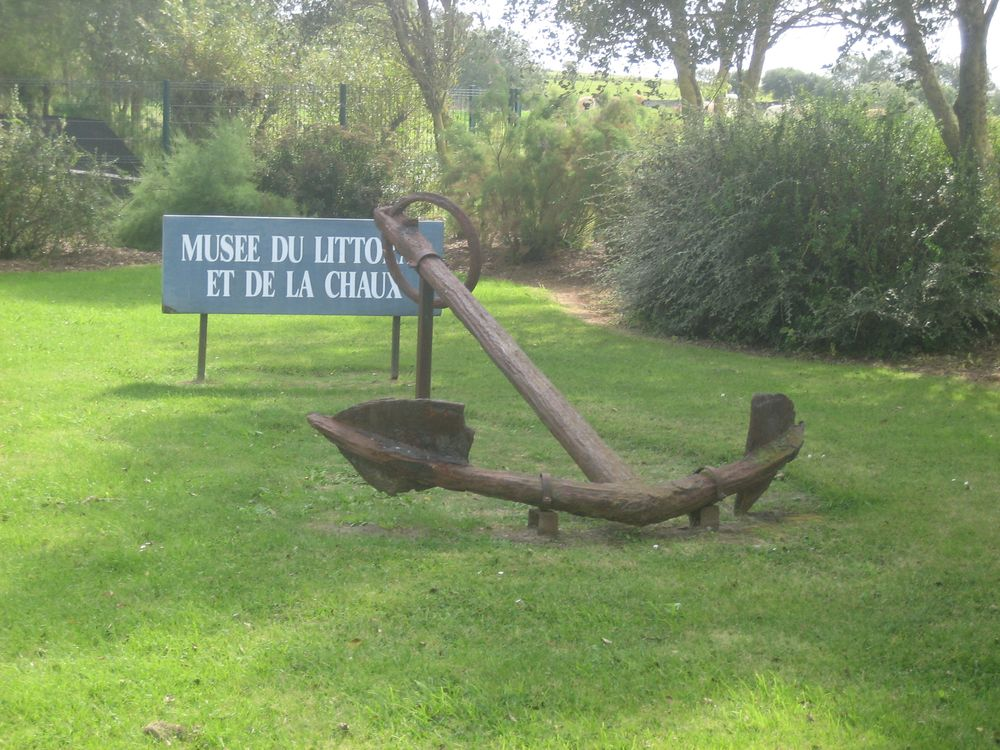
L'entrée du musée.

Escale entre la Guyenne (la Gascogne) et les ports anglais, Regnéville-sur-Mer fut jadis l’un des ports les plus actifs du Cotentin, grâce aux grandes foires médiévales d’Agon et de Montmartin. Au XVIIIe siècle, les armateurs du Havre et de Honfleur y font armer leurs navires pour la grande pêche sur les bancs de Terre-Neuve. Au XIXe siècle, la production de Chaux utilisée en agriculture fera perdurer cette vocation maritime : ici transitent le charbon en provenance du Pays de Galles et la pierre à chaux exportée vers la côte nord de la Bretagne, dépourvue de ressources calcaires.

### Les fours à chaux du Rey
Bénéficiant de la présence d’un gisement calcaire carbonifère, le pays de Montmartin possède dès le XVIe siècle de nombreux fours à chaux. Construits entre 1852 et 1854 sur les plans de l’ingénieur Pierre Simoneau, les quatre grands fours sont bâtis en appui sur l’ancien front de taille de la carrière de calcaire du Rey. Le port d’échouage de Regnéville voit alors se développer son trafic : des goélettes déchargent le charbon provenant du Pays de Galles, d’autres bateaux embarquent le calcaire local vers les îles Anglo-Normandes et la côte bretonne. Il s’agit de fournir en chaux d’amendement ces pays de l’ouest armoricain aux terres acides. Les fours à chaux ne resteront en activité qu’une trentaine d’années : le chaulage des terres étant de moins en moins pratiqué, la production de chaux sera abandonnée vers la fin des années 1880.
Leur renouveau fut le fruit de la rencontre en 1982 de deux habitants passionnés : Jean Claude Énault, maire de Regnéville-sur-Mer, et Luc Macé-Malaurie, directeur du Conservatoire de musique et de danse intercantonal. Ils persuadèrent les choristes du Conservatoire de défricher et de remettre en valeur ce site oublié et d'y initier une action culturelle forte. C'est le 21 juin 1983 que fut produit avec le soutien du conseil général de la Manche le concert inaugural des fours à chaux du Rey, avec une somptueuse affiche : l'ouverture de Coriolan de Ludwig van Beethoven, la symphonie no 4 de Joseph Haydn et des extraits du Messie de Haendel.
Le succès public (600 spectateurs) et médiatique permit au site de revivre et de justifier sa réhabilitation.
Aujourd’hui restaurés, les fours à chaux du Rey sont la propriété du conseil général de la Manche qui en assure la conservation, la gestion et l’animation dans le cadre du réseau départemental des sites et musées de la Manche.

## Protection aux monuments historiques
Les quatre fours à chaux du Rey, ainsi que les vestiges de la bascule sont inscrits au titre des monuments historiques par arrêté du 26 août 1991.

## Le Musée maritime
Le musée maritime évoque l'histoire maritime et industrielle de Regnéville-sur-Mer.
Au travers de maquettes et de reconstitutions, le musée évoque les différentes techniques de production et d'utilisation de la chaux depuis l’Antiquité.
Le musée témoigne également du passé maritime du village. Dès le Moyen Âge, le commerce y est dense grâce à la foire médiévale fondée par Jean sans Terre. Objets, travaux de marins, outils et œuvres d’art évoquent la navigation et la vie à bord. Cette vie quotidienne des gens de mer, c’est aussi celle de ceux qui exercent les « métiers du littoral » : gréeur, calfat, voilier ou cordier. La dernière corderie de Regnéville, fermée en 1925, est reconstituée sur place et ouverte à la visite. Le musée accorde évidemment une large place au cabotage, puisque cette forme de navigation était ici particulièrement en usage. On y présente les types de bateaux qui fréquentaient le port de Regnéville à la fin du XIXe siècle, les limites du bornage et du cabotage, les règles en vigueur pour ce type de navigation. Tableaux, maquettes, épave, voiles anciennes permettent d’évoquer cette activité.
Un film sur l’histoire du château médiéval de Regnéville, dressé là pour protéger le port de commerce très actif, permet de faire le lien entre les deux thèmes.